# Segunda Batalha de San Salvador
A Batalha de San Salvador (1642), também conhecida como a Segunda Batalha de San Salvador, foi um ataque militar lançado pelos holandeses a um pequeno assentamento espanhol fortificado e seus aliados indígenas no norte de Formosa, (atual Keelung, Taiwan), em 1642. Após seis dias, a batalha terminou em derrota para os espanhóis. A derrota espanhola garantiu o controle completo da ilha para os holandeses.

## Antecedentes
Tendo perdido a batalha anterior de San Salvador no ano anterior, os holandeses reuniram forças ainda maiores para obter o controle da ilha de Formosa.
Os espanhóis, entretanto, tendo perdido a confiança nos aborígines durante o combate anterior, ficaram desanimados e enviaram uma carta a Manila solicitando reforços, mas o governador-geral Corcuera enviou apenas duas pequenas embarcações com doze marinheiros e vinte soldados, que diminuiu ainda mais as esperanças dos espanhóis no forte.

## O cerco
Em uma noite de agosto de 1642, um barco pousou em frente ao forte espanhol. Os passageiros a bordo desembarcaram para entregar a carta a um chinês que morava no forte. A carta dizia que os holandeses haviam organizado uma grande expedição contra o forte espanhol. A carta aconselhava o homem a "continuar com os preparativos, pois o inimigo estava chegando, não como no ano anterior, mas em força ainda maior; e, portanto, parece [...] que os holandeses pretendem sitiar Keelung sem falta". Os espanhóis se prepararam para o cerco. Vários dias depois, os holandeses chegaram com quatro grandes navios de guerra, vários navios menores e 369 soldados holandeses.
Sabendo que os holandeses tentariam desembarcar suas forças em San Salvador para capturar as altas posições ali, os espanhóis tentaram atacar os holandeses imediatamente. Doze soldados espanhóis, oito Pampangane trinta ou quarenta arqueiros aborígines infligiram grandes danos aos soldados inimigos desembarcados. Os holandeses, porém, mantiveram a disciplina e forçaram a retirada da força espanhola. Eles escalaram a colina e alcançaram Mira, capturando-a. Então eles colocaram suas armas em direção a La Retirada. Os soldados espanhóis que defendiam o posto avançado eram poucos e estavam longe de suprimentos, mas lutaram muito porque sabiam que se os holandeses prevalecessem, tudo estaria perdido. Mas os holandeses estavam mais bem equipados: "Para cada dez de nossas balas de fuzil", escreveu um soldado espanhol, "eles responderam com duzentas ou mais delas". Outra testemunha escreveu que os holandeses dispararam seus canhões "com tal força que parecia que o dia do julgamento havia chegado; não deixando esperança para ninguém, para nós, que éramos poucos e cansados". Após quatro dias de tiros, os holandeses conseguiram romper as muralhas da fortaleza.
Tendo capturado o reduto, os holandeses apontaram suas armas para a fortaleza principal e enviaram um mensageiro para exigir a rendição. O governador espanhol foi forçado a aceitar.

## Resultado
Após a rendição, os holandeses confiscaram as armas e bandeiras espanholas e transportaram as tropas espanholas primeiro para Tayouan, depois para Batávia e, finalmente, de volta para Manila. A vitória holandesa consolidou seu status de potência em ascensão no Sudeste Asiático e restringiu a expansão espanhola. Nesse ínterim, os espanhóis brigaram sobre quem merecia a culpa pela perda de Formosa. O governador espanhol, que havia se rendido aos holandeses, temeu ser responsabilizado e se recusou a retornar a Manila. Corcuera recebeu a maior parte da culpa e fez inimigos poderosos em Manila. Em 1644, Diego Fajardo Chacón, seu sucessor como governador-geral, prendeu-o para ser julgado pela perda de Formosa. A acusação acusou-o de ter ordenado a destruição do forte San Domingo e o reduto que protegia San Salvador, que havia retirado três das quatro companhias de soldados que defendiam a colônia e, finalmente, que havia instalado como seu último governador um soldado inferior que não sabia ler nem escrever. Essas ações foram, alegou a promotoria, "a causa total da perda da Isla Hermosa". Corcuera passou cinco anos preso nas Filipinas enquanto o julgamento se arrastava. "Uma estranha reviravolta na sorte!" escreveu um contemporâneo. "Don Sebastian [Corcuera] foi o senhor mais absoluto e mais temido do mundo." Corcuera foi libertado por ordem real. Em 1651 foi nomeado governador do Panamá pela segunda vez, mas recusou. Ele aceitou o cargo de governador e capitão-geral das Ilhas Canárias em 1659, servindo lá até sua morte no ano seguinte.